# Bama (Unternehmen)
Die Bama Group ist ein deutscher Hersteller von Einlegesohlen, Schuhpflege und Accessoires rund um den Schuh.
Das Unternehmen vertreibt seine Produkte unter den Marken Bama, Woly und Tana europaweit an den Schuheinzelhandel.

## Geschichte
Curt Baumann gründete den Betrieb 1914 in Dresden, indem er sich eine Nähmaschine und eine Handstanze kaufte und mit der Herstellung von Einlegesohlen begann. 1939 beschäftigte das Unternehmen 400 Mitarbeiter.
1943 bezog das Unternehmen auch einen zweiten Standort in Mosbach, wohin nach dem Zweiten Weltkrieg die Produktion verlagert wurde. 1952 entstand die Marke Bama aus zwei Silben des Familiennamens „Baumann“. Neben einem Firmengebäude (dem heutigen Technischen Rathaus der Stadt Mosbach) entstanden 1953 auch zahlreiche Unterkünfte für die Beschäftigten in der „Baumannsiedlung“, die 1961 in „Dresdner Straße“ umbenannt wurde. Für die Gerberei erwarb Baumann die Steinbacher Mühle in Neckarzimmern, später folgte ein weiteres Werk in Neckarelz. Nach eigenen Angaben war Bama 1980 im Segment der Einlegesohlen der Marktführer in Europa. In jenem Jahr wurde Curt Baumann zum Ehrenbürger von Mosbach. 1993 wurde im polnischen Gorzów Wielkopolski eine Fabrikationsstätte errichtet, in der noch heute produziert wird. Im Jahr 1997 wurde Bama an das amerikanische Unternehmen Sara Lee verkauft, von 2011 bis 2018 war es Teil von SC Johnson. 2018 wurde die Bama Group Teil der Serafin Unternehmensgruppe. Die Bama Group setzt sich aus der Bama GmbH mit Sitz in Mosbach sowie der Bama Schweiz AG mit Sitz in Spreitenbach zusammen. 
2022 hatte die Bama GmbH einen Insolvenzantrag in Eigenverwaltung gestellt, in dessen Zuge die Hamburger MKCP Beteiligungsgesellschaft mbH das Unternehmen als Investor übernahm. Im Mai 2024 stellte die Bama GmbH erneut einen Insolvenzantrag.